# Championnat du monde junior de rugby à XV 2025
Navigation
Championnat du monde junior 2024 Championnat du monde junior 2026
Le Championnat du monde junior de rugby à XV 2025, 15e édition de la compétition, se déroule en Italie pour la troisième fois, du 29 juin 2025 au 19 juillet 2025.
L'Angleterre, vainqueur en 2024 en Afrique du Sud, défend sa couronne mondiale. La compétition est remportée par l'Afrique du Sud, invaincue, et le podium est complété par deux autres équipes de l'Hémisphère Sud : la Nouvelle-Zélande et l'Argentine.

## Contexte et organisation
Le 14 mars 2025, le comité directeur de World Rugby désigne l'Italie comme pays hôte de l'édition 2025 du Championnat du monde junior de rugby à XV.
Pour cette 15e édition, la phase de poules se déroule à Calvisano, Rovigo, Vérone et Viadana les 29 juin, 4 juillet et 9 juillet 2025. Les phases finales débutent le 14 juillet, et la finale se joue le 19 juillet 2025 au stade Mario-Battaglini de Rovigo.
L'Angleterre remporte l'édition précédente, en battant la France 21 à 13 en finale.
L'Écosse est promue après sa victoire dans le Trophée mondial 2024 en finale face aux États-Unis. Elle participe ainsi pour la première fois à la compétition depuis sa relégation lors du championnat du monde junior de rugby à XV 2019.

## Format
Les douze équipes participantes sont réparties en trois poules. Les trois premiers de chaque poule ainsi que le meilleur deuxième accèdent aux demi-finales.

### Équipes qualifiées
Douze équipes nationales, originaires de quatre continents – Europe, Amérique du Sud, Afrique et Océanie – sont qualifiées pour participer au championnat du monde junior de rugby à XV dans la catégorie des moins de 20 ans.
| Amérique du Nord, Antilles et Caraïbes (Rugby Americas North) | Europe (Rugby Europe)                                                                                     | Asie (Asia Rugby)                  |
| ------------------------------------------------------------- | --- | ---------------------------------- |
| -                                                             | Angleterre -20T Écosse -20 Espagne -20 France -20 Géorgie -20 Irlande -20 Italie -20PO Pays de Galles -20 | -                                  |
| Amérique du Sud (Sudamérica Rugby)                            | Angleterre -20T Écosse -20 Espagne -20 France -20 Géorgie -20 Irlande -20 Italie -20PO Pays de Galles -20 | Océanie (Oceania Rugby)            |
| Argentine -20                                                 | Angleterre -20T Écosse -20 Espagne -20 France -20 Géorgie -20 Irlande -20 Italie -20PO Pays de Galles -20 | Australie -20 Nouvelle-Zélande -20 |
| Afrique (Rugby Afrique)                                       | Angleterre -20T Écosse -20 Espagne -20 France -20 Géorgie -20 Irlande -20 Italie -20PO Pays de Galles -20 | Australie -20 Nouvelle-Zélande -20 |
| Afrique du Sud -20                                            | Angleterre -20T Écosse -20 Espagne -20 France -20 Géorgie -20 Irlande -20 Italie -20PO Pays de Galles -20 | Australie -20 Nouvelle-Zélande -20 |

### Répartition des poules
Les douze équipes nationales des moins de 20 ans qualifiées sont réparties en trois poules selon leur classement lors de l'édition précédente.
| Poule A            | Poule B            | Poule C              |
| ------------------ | ------------------ | -------------------- |
| Angleterre -20 T   | France -20         | Nouvelle-Zélande -20 |
| Australie -20      | Argentine -20      | Irlande -20          |
| Afrique du Sud -20 | Pays de Galles -20 | Géorgie -20          |
| Écosse -20         | Espagne -20        | Italie -20           |

## Stades
L'Italie est désignée comme pays hôte de la compétition. Les matchs se déroulent dans quatre villes de Lombardie et de Vénétie : Calvisano, Rovigo, Vérone et Viadana.
| Centro Sportivo San Michele · Stade Mario-Battaglini · Payanini Center · Stade Luigi-Zaffanella |

| Centro Sportivo San Michele · Stade Mario-Battaglini · Payanini Center · Stade Luigi-Zaffanella |

## Acteurs du Championnat du monde junior 2025

### Joueurs

#### Poule A

##### Afrique du Sud
Le sélectionneur sud-africain Kevin Foote (en) annonce son groupe de 30 joueurs. Le capitaine est Riley Norton. Cinq joueurs ont participé à l'édition précédente. Le pilier Phiwayinkosi Kubheka et l'ouvreur Ian van der Merwe sont appelés pour la première fois, tandis que Jaco Grobbelaar, Stephanus Linde et Jaco Williams intègrent le groupe. Six joueurs de moins de 19 ans, dont Norton, figurent dans la sélection.
| Entraîneur | Entraîneur             | Kevin Foote (en)                                                                |
| Avants     | Pilier                 | Jean Erasmus, Phiwayinkosi Kubheka, Herman Lubbe, Simphiwe Ngobese, Oliver Reid |
| Avants     | Talonneur              | Siphosethu Mnebelele, Jaundré Schoeman                                          |
| Avants     | Deuxième ligne         | Jaco Grobbelaar, Riley Norton , JJ Theron, Morné Venter                         |
| Avants     | Troisième ligne aile   | Thando Biyela, Batho Hlekani, Xola Nyali, Matt Romao                            |
| Avants     | Troisième ligne centre | Stephanus Linde, Wandile Mlaba                                                  |
| Arrières   | Demi de mêlée          | Ceano Everson, Haashim Pead, Erich Visser                                       |
| Arrières   | Demi d'ouverture       | Vusi Moyo, Ian van der Merwe                                                    |
| Arrières   | Centre                 | Albie Bester, Gino Cupido (en), Demitre Erasmus, Dominic Malgas                 |
| Arrières   | Ailier                 | Cheswill Jooste, Siya Ndlozi, Jaco Williams                                     |
| Arrières   | Arrière                | Gilermo Mentoe                                                                  |

##### Angleterre
Le sélectionneur anglais, Mark Mapletoft, dévoile la liste des 30 joueurs retenus pour défendre le titre de champion du monde de l'Angleterre lors de la compétition. Six joueurs non capés font leur apparition dans l'effectif, tandis que huit joueurs, Ben Redshaw, Josh Bellamy, Jack Bracken (en), Ben Coen (en), Kane James (en), Junior Kpoku, Billy Sela (en) et Olamide Sodeke (en), font partie de l'équipe victorieuse lors de l'édition précédente.
| Entraîneur | Entraîneur             | Mark Mapletoft                                                                       |
| Avants     | Pilier                 | Ralph McEachran (en), Tye Raymont (en), Ollie Scola, Billy Sela (en), Ollie Streeter |
| Avants     | Talonneur              | Louie Gulley, Alfie Longstaff, Kepu Tuipulotu (en)                                   |
| Avants     | Deuxième ligne         | Aiden Ainsworth-Cave, Tom Burrow (en), Junior Kpoku, Olamide Sodeke (en)             |
| Avants     | Troisième ligne aile   | Seb Kelly, George Timmins, Connor Treacey, Sam Williams                              |
| Avants     | Troisième ligne centre | Kane James (en)                                                                      |
| Arrières   | Demi de mêlée          | Archie McParland (en), Asa Stewart-Harris, Jonny Weimann (en)                        |
| Arrières   | Demi d'ouverture       | Josh Bellamy, Ben Coen (en)                                                          |
| Arrières   | Centre                 | Nic Allison, Will Knight, Nick Lilley                                                |
| Arrières   | Ailier                 | Jack Bracken (en), Noah Caluori, Tyler Offiah (en), Campbell Ridl                    |
| Arrières   | Arrière                | Ben Redshaw                                                                          |

##### Australie
L'équipe d'Australie retient 30 joueurs pour disputer le Championnat du monde junior en Italie. Le groupe inclut les jeunes joueurs de rugby à sept Aden Ekanayake (en) et Sid Harvey, ainsi que Dre Pakeho (en), centre des Queensland Reds. Ekanayake dispute son deuxième mondial, tandis que Harvey et d'autres joueurs ont participé au dernier Rugby Championship (en).
Avant la compétition, Dre Pakeho se blesse et Malakye Enasio est convoqué afin de pallier cette blessure. Dre Pakeho effectuant son retour dans le groupe en amont du premier match de classement.
| Entraîneur | Entraîneur             | Chris Whitaker                                                                    |
| Avants     | Pilier                 | Finn Baxter, Nick Hill, Trevor King, Edwin Langi, Nathaniel Tiitii, Lotu Vunipola |
| Avants     | Talonneur              | Lipina Ata, Ollie Barrett, Will Guilfoyle                                         |
| Avants     | Deuxième ligne         | Ollie Aylmer, Eamon Doyle , Joe Mangelsdorf                                       |
| Avants     | Troisième ligne aile   | Charlie Brosnan, Aden Ekanayake (en), Eli Langi, Tom Robinson                     |
| Avants     | Troisième ligne centre | Toby Brial, Beau Morrison                                                         |
| Arrières   | Demi de mêlée          | James Martens, Hwi Sharples                                                       |
| Arrières   | Demi d'ouverture       | Joe Dillon, Joey Fowler                                                           |
| Arrières   | Centre                 | Malakye Enasio, Boston Fakafanua, Liam Grover, Dre Pakeho (en)                    |
| Arrières   | Ailier                 | Nick Conway, Xavier Rubens, Cooper Watters                                        |
| Arrières   | Arrière                | Sid Harvey, Shane Wilcox                                                          |

##### Écosse
Après six ans d'absence, l'équipe d'Écosse fait son retour dans la compétition. Le sélectionneur Kenny Murray (en) convoque un groupe quasiment inchangé, composé de joueurs ayant participé au Trophée mondial 2024 et au Tournoi des Six Nations 2025, à l'exception de Jed Findlay, seul nouveau venu.
Les co-capitaines sont Freddy Douglas et Johnny Ventisei.
| Entraîneur | Entraîneur             | Kenny Murray (en)                                                                         |
| Avants     | Pilier                 | Ollie Blyth-Lafferty, Oliver McKenna, Will Pearce, Jamie Stewart, Jake Shearer, Ben White |
| Avants     | Talonneur              | Joe Roberts, Seb Stephen (en)                                                             |
| Avants     | Deuxième ligne         | Dylan Cockburn, Bart Godsell, Dan Halkon, Charlie Moss                                    |
| Avants     | Troisième ligne aile   | Freddy Douglas, Ollie Duncan, Oliver Finlayson-Russell, Mark Fyffe                        |
| Avants     | Troisième ligne centre | Reuben Logan (en)                                                                         |
| Arrières   | Demi de mêlée          | Noah Cowan, Hector Patterson                                                              |
| Arrières   | Demi d'ouverture       | Isaac Coates, Matthew Urwin                                                               |
| Arrières   | Centre                 | Angus Hunter, Johnny Ventisei, Kerr Yule                                                  |
| Arrières   | Ailier                 | Nairn Moncrieff, Cameron van Wyk, Fergus Watson                                           |
| Arrières   | Arrière                | Jack Brown (en), Jed Findlay, Jack Hocking                                                |

#### Poule B

##### Argentine
Le 10 juin 2025, la Fédération argentine confirme la liste des 30 joueurs retenus pour disputer la compétition. Les Pumitas, cinquièmes de l'édition précédente, vont tenter de faire mieux que leur meilleur résultat historique : une troisième place obtenue en 2016.
| Entraîneur | Entraîneur             | Nicolás Fernández Miranda                                                      |
| Avants     | Pilier                 | Diego Correa, Gael Galván, Tomás Rapetti, Nicanor Rins, Juan Ignacio Rodríguez |
| Avants     | Talonneur              | Nicolás Cambiasso, Tadeo Ledesma, Jerónimo Otaño                               |
| Avants     | Deuxième ligne         | Alejandro Barrios, Tomás Duclos, Valentino Freiria, Álvaro García Iandolino    |
| Avants     | Troisième ligne aile   | Franco Benítez, Tomás Dande, Santiago Neyra, Pampa Storey                      |
| Avants     | Troisième ligne centre | Agustín García Campos                                                          |
| Arrières   | Demi de mêlée          | Felix Corleto, Fabricio Griffo, Valentino Reggiardo                            |
| Arrières   | Demi d'ouverture       | Rafael Benedit, Ramón Fernández Miranda                                        |
| Arrières   | Centre                 | Pedro Coll, Matías Cordero, Felipe Ledesma                                     |
| Arrières   | Ailier                 | Martiniano Arrieta, Bautista Lescano, Timoteo Silva, Aquiles Vieyra            |
| Arrières   | Arrière                | Pascal Senillosa                                                               |

##### Espagne
Le sélectionneur Ricardo Martinena convoque un groupe de 30 joueurs. L'objectif est de se maintenir dans le top 12 mondial, comme lors de l'édition précédente où l'Espagne s'est imposée face aux Fidji pour assurer son maintien. Neuf joueurs sont reconduits par rapport à l'effectif de 2024 : Hugo González, Alberto Gómez, Guido Reyes, Victor Ofojetu, Nicolás Infer, Nicolás Gali, Gonzalo Otamendi, Lucien Richardis et Unax Zuriarrain. Unax Salvador, âgé de 17 ans, intègre le groupe. Pau Massoni est nommé capitaine.
| Entraîneur | Entraîneur             | Ricardo Martinena                                                                          |
| Avants     | Pilier                 | Joan Barcenilla, Daniel Chico, Alberto Gómez, Hugo González, Emilio Gutiérrez, Guido Reyes |
| Avants     | Talonneur              | Pau Massoni , Marcos Pérez                                                                 |
| Avants     | Deuxième ligne         | Guardín González,Victor Ofojetu, Liam McNamee, Joan Ribera                                 |
| Avants     | Troisième ligne aile   | Marçal Carreras, Marcos López, Manex Pujana, Unax Salvador                                 |
| Avants     | Troisième ligne centre | Gael Almorin                                                                               |
| Arrières   | Demi de mêlée          | Nicolás Gali, Nicolás Infer                                                                |
| Arrières   | Demi d'ouverture       | Gonzalo Otamendi, Lucien Richardis                                                         |
| Arrières   | Centre                 | Oriol Marsinyac, Pelayo Serrano, Unax Zuriarrain                                           |
| Arrières   | Ailier                 | Telmo Fisher, Pablo Mateos, Beltrán Ortega, Hugo Pichardie, Jaime Powys                    |
| Arrières   | Arrière                | Jorge Garreta                                                                              |

##### France
Le 16 juin 2025, le sélectionneur Cédric Laborde dévoile une liste de 30 joueurs retenus pour disputer la compétition. Ce groupe, issu d'une présélection de 47 noms, comprend plusieurs éléments ayant remporté le Tournoi des Six Nations 2025,. Douze joueurs ont pris part à des rencontres de Top 14 au cours de la saison.
Blessé, Fabien Brau-Boirie est contraint de déclarer forfait pour la compétition le 17 juin 2025, et est remplacé dans le groupe par Kalvin Gourgues. Le 2 juillet, quelques jours après la première journée, Lucas Vignères est contraint de déclarer forfait pour la suite de la compétition, à cause d'une blessure contractée lors du premier match. Il est remplacé par Fabien Brau-Boirie, désormais apte après sa blessure deux semaines auparavant.
Cinq jours plus tard, le troisième ligne aile Noa Traversier déclare lui aussi forfait pour le reste de la compétition, il est remplacé dans le groupe par le pilier Mathéo Frisach.
| Entraîneur | Entraîneur             | Cédric Laborde |
| Avants     | Pilier                 | Lenny Alifanety, Lorencio Boyer Gallardo, Mathéo Frisach, Édouard-Junior Jabea Njocke, Samuel Jean-Christophe, Mohamed Megherbi |
| Avants     | Talonneur              | Lyam Akrab, Quentin Algay, Gabin Garault                                                                                        |
| Avants     | Deuxième ligne         | Charles Kante Samba, Rémy Lanen, Corentin Mézou, Bartholomé Sanson                                                              |
| Avants     | Troisième ligne aile   | Bobby Bissu, Baptiste Britz, Antoine Deliance, Noa Traversier                                                                   |
| Avants     | Troisième ligne centre | Mathis Baret, Elyjah Ibsaiene                                                                                                   |
| Arrières   | Demi de mêlée          | Simon Daroque, Baptiste Tilloles                                                                                                |
| Arrières   | Demi d'ouverture       | Diego Jurd, Luka Keletaona |
| Arrières   | Centre                 | Fabien Brau-Boirie , Simeli Daunivucu, Kalvin Gourgues, Robin Taccola, Lucas Vignères                                           |
| Arrières   | Ailier                 | Nolann Donguy, Tom Levêque, Xan Mousques                                                                                        |
| Arrières   | Arrière                | Jon Echegaray |

##### Pays de Galles
Le pays de Galles dispute la compétition avec un groupe de 30 joueurs (17 avants et 13 arrières) sélectionnés par Richard Whiffin. Le troisième ligne aile, Harry Beddall, est nommé capitaine. Le sélectionneur mise sur la continuité avec une sélection quasi identique à celle du Tournoi des Six Nations 2025. Le demi de mêlée, Ellis Lewis, est le seul joueur non capé du groupe, appelé en remplacement de Logan Franklin, blessé au bras lors du match de préparation contre l'Italie.
Durant la compétition, Ryan Jones est convoqué et aligné pour la première fois lors du premier match de classement.
| Entraîneur | Entraîneur             | Richard Whiffin                                                         |
| Avants     | Pilier                 | Ioan Emanuel, Owain James, Jac Pritchard, Sam Scott (en), Louie Trevett |
| Avants     | Talonneur              | Saul Hurley, Harry Thomas, Evan Wood                                    |
| Avants     | Deuxième ligne         | Tom Cottle, Luke Evans, Kenzie Jenkins, Nick Thomas                     |
| Avants     | Troisième ligne aile   | Harry Beddall , Dan Gemine, Deian Gwynne, Caio James, Ryan Jones        |
| Avants     | Troisième ligne centre | Evan Minto                                                              |
| Arrières   | Demi de mêlée          | Sion Davies, Ellis Lewis                                                |
| Arrières   | Demi d'ouverture       | Harri Ford, Elis Price, Harri Wilde                                     |
| Arrières   | Centre                 | Osian Darwin-Lewis, Steffan Emanuel (en), Elijah Evans, Osian Roberts   |
| Arrières   | Ailier                 | Aidan Boshoff, Tom Bowen (en)                                           |
| Arrières   | Arrière                | Lewis Edwards, Jack Woods                                               |

#### Poule C

##### Géorgie
Le groupe de 30 joueurs sélectionnés par la Géorgie, sous la direction de l'entraîneur Lado Kilasonia, compte 17 avants et 13 arrières, dont dix évoluent à l’étranger.
| Entraîneur | Entraîneur             | Lado Kilasonia                                                                          |
| Avants     | Pilier                 | Bachuki Baratashvili, Giorgi Dzagania, Mate Gurtskaia, Giorgi Meskhidze, Archil Nozadze |
| Avants     | Talonneur              | Davit Archvadze, Mikheil Khakhubia, Shota Kheladze                                      |
| Avants     | Deuxième ligne         | Davit Baramia, Nikoloz Chkhortolia, Gagui Margvelashvili, Temur Tsulukidze              |
| Avants     | Troisième ligne aile   | Nika Abesadze, Andro Dvali , Luka Narsia                                                |
| Avants     | Troisième ligne centre | Giorgi Ardzenadze, Mikheil Shioshvili                                                   |
| Arrières   | Demi de mêlée          | Temur Dzodzuashvili, Giorgi Spanderashvili, David Tsiklauri                             |
| Arrières   | Demi d'ouverture       | Buba Nozadze, Gigi Sirbiladze                                                           |
| Arrières   | Centre                 | Data Akhvlediani, Nugzar Kevkhishvili, Sandro Meskhidze, Sandro Sesiashvili             |
| Arrières   | Ailier                 | Tariel Burtikashvili, Luka Keshelava, Saba Sharvashidze                                 |
| Arrières   | Arrière                | Luka Takaishvili                                                                        |

##### Irlande
Le sélectionneur Neil Doak (en) convoque 30 joueurs pour disputer la compétition. Le capitaine de l'équipe est Éanna McCarthy.
| Entraîneur | Entraîneur             | Neil Doak (en)                                                     |
| Avants     | Pilier                 | Billy Bohan, Tom McAllister, Paddy Moore, Alex Mullan, Alex Usanov |
| Avants     | Talonneur              | Luke McLaughlin, Henry Walker, Mikey Yarr                          |
| Avants     | Deuxième ligne         | Billy Corrigan, Conor Kennelly, Mahon Ronan                        |
| Avants     | Troisième ligne aile   | Michael Foy, Oisin Minogue, Bobby Power, David Walsh               |
| Avants     | Troisième ligne centre | Éanna McCarthy , Luke Murphy                                       |
| Arrières   | Demi de mêlée          | Clark Logan, Chris O'Connor, Will Wootton                          |
| Arrières   | Demi d'ouverture       | Sam Wisniewski, Tom Wood                                           |
| Arrières   | Centre                 | Conor Fahy, Gene O'Leary Kareem, Eoghan Smyth                      |
| Arrières   | Ailier                 | Ciarán Mangan, Derry Moloney, Charlie Molony                       |
| Arrières   | Arrière                | Paidi Farrell, Daniel Green                                        |

##### Italie
L'Italie convoque 30 joueurs pour le Championnat du monde junior organisé sur son sol. Le groupe retenu par Roberto Santamaria (it) est proche de celui du dernier Tournoi des Six Nations, avec notamment le retour de Piero Gritti, deuxième ligne ou troisième ligne aile, remis d'une longue blessure.
| Entraîneur | Entraîneur             | Roberto Santamaria (it)                                                                  |
| Avants     | Pilier                 | Nicola Bolognini, Christian Brasini, Sascha Mistrulli, Sergio Pelliccioli, Bruno Vallesi |
| Avants     | Talonneur              | Alessio Caiolo-Serra, Nicolò Corvasce                                                    |
| Avants     | Deuxième ligne         | Piero Gritti, Mattia Midena, Enoch Opoku Gyamfi, Tommaso Redondi, Luca Trevisan          |
| Avants     | Troisième ligne aile   | Carlo Antonio Bianchi, Simone Fardin, Giacomo Milano, Antony Miranda, Damien Mori        |
| Avants     | Troisième ligne centre | Nelson Casartelli                                                                        |
| Arrières   | Demi de mêlée          | Matteo Bellotto, Niccolò Beni, Luca Rossi                                                |
| Arrières   | Demi d'ouverture       | Francesco Braga, Roberto Fasti                                                           |
| Arrières   | Centre                 | Riccardo Casarin, Riccardo Ioannucci, Federico Zanandrea (en)                            |
| Arrières   | Ailier                 | Alessandro Drago, Jules Ducros                                                           |
| Arrières   | Arrière                | Gianmarco Pietramala, Edoardo Todaro                                                     |

##### Nouvelle-Zélande
L'équipe de Nouvelle-Zélande dévoile sa sélection de 30 joueurs pour disputer le Championnat du monde. Par rapport au groupe vainqueur du Rugby Championship (en) en mai, les joueurs de rugby à sept Oli Mathis (en) et Frank Vaenuku font leur retour, tout comme Jayden Sa, Aisake Vakasiuola et Logan Wallace, remis de blessure.
| Entraîneur | Entraîneur             | Milton Haig (en)                                                       |
| Avants     | Pilier                 | Tamiano Ahloo, Robson Faleafa, Dane Johnston, Sika Pole, Logan Wallace |
| Avants     | Talonneur              | Shaun Kempton, Manumaua Letiu (en), Eli Oudenryn, Xavier Treacy        |
| Avants     | Deuxième ligne         | Jayden Sa, Josh Tengblad, Aisake Vakasiuola                            |
| Avants     | Troisième ligne aile   | Micah Fale, Oli Mathis (en), Finn McLeod, Caleb Woodley                |
| Avants     | Troisième ligne centre | Mosese Bason                                                           |
| Arrières   | Demi de mêlée          | Dylan Pledger, Charlie Sinton, Jai Tamati                              |
| Arrières   | Demi d'ouverture       | Will Cole, Rico Simpson                                                |
| Arrières   | Centre                 | James Cameron, Tayne Harvey, Cooper Roberts, Jack Wiseman              |
| Arrières   | Ailier                 | Maloni Kunawave, Harlyn Saunoa, Frank Vaenuku                          |
| Arrières   | Arrière                | Stanley Solomon                                                        |

### Arbitres
Dix arbitres issus de dix pays différents sont désignés pour officier lors du Championnat du monde junior 2025 : Tomás Bertazza (Argentine), Ben Breakspear (pays de Galles), Griffin Colby (Afrique du Sud), Katsuki Furuse (Japon), Peter Martin (Irlande), Marcus Playle (en) (Nouvelle-Zélande), Jérémy Rozier (France), Filippo Russo (Italie), Lex Weiner (États-Unis) et Morgan White (Hong Kong). Sept d'entre eux participent pour la première fois à ce tournoi. 
| Rugby Europe                                                    | Asia Rugby                      | Oceania Rugby        | Rugby Afrique   | Sudamérica Rugby | Rugby Americas North |
| --------------------------------------------------------------- | ------------------------------- | -------------------- | --------------- | ---------------- | -------------------- |
| - Ben Breakspear - Peter Martin - Jérémy Rozier - Filippo Russo | - Katsuki Furuse - Morgan White | - Marcus Playle (en) | - Griffin Colby | - Tomás Bertazza | - Lex Weiner         |

Les arbitres de touche et vidéo nommés sont les suivants :
- Alberto Favaro (touche)
- Franco Rosella (touche)
- 4 autres arbitres italiens non nommés
- Leo Colgan (vidéo)
- Graham Cooper (en) (vidéo)
- Aled Griffiths (vidéo)
- Dan Jones (vidéo)
- Quinton Immelman (en) (vidéo)

## Résultats

### Phase de poule
La phase de poules se déroule en trois journées : la première est prévue le 29 juin, la deuxième le 4 juillet et la troisième le 9 juillet 2025.
- Les premiers de chaque groupe et le meilleur deuxième sont qualifiés pour les demi-finales.
- Les deux moins bons deuxièmes et les deux meilleurs troisièmes participent aux matchs de classement pour les places 5 à 8.
- Le moins bon troisième et tous les quatrièmes participent aux matchs de classement pour les places 9 à 12.
- bo : bonus offensif
- bd : bonus défensif

#### Groupe A
| Rang | Pays               | J | V | N | D | Bo | Bd | Pm  | Pe  | Diff | Pts |
| ---- | ------------------ | - | - | - | - | -- | -- | --- | --- | ---- | --- |
| 1    | Afrique du Sud -20 | 3 | 3 | 0 | 0 | 3  | 0  | 178 | 53  | +125 | 15  |
| 2    | Angleterre -20     | 3 | 2 | 0 | 1 | 2  | 0  | 114 | 84  | +30  | 10  |
| 3    | Australie -20      | 3 | 1 | 0 | 2 | 2  | 1  | 84  | 133 | -49  | 7   |
| 4    | Écosse -20         | 3 | 0 | 0 | 3 | 1  | 0  | 57  | 163 | -106 | 1   |

#### Groupe B
| Rang | Pays               | J | V | N | D | Bo | Bd | Pm  | Pe  | Diff | Pts |
| ---- | ------------------ | - | - | - | - | -- | -- | --- | --- | ---- | --- |
| 1    | France -20         | 3 | 3 | 0 | 0 | 3  | 0  | 136 | 58  | +78  | 15  |
| 2    | Argentine -20      | 3 | 2 | 0 | 1 | 3  | 0  | 93  | 109 | -16  | 11  |
| 3    | Pays de Galles -20 | 3 | 1 | 0 | 2 | 1  | 1  | 83  | 94  | -11  | 6   |
| 4    | Espagne -20        | 3 | 0 | 0 | 3 | 1  | 1  | 66  | 117 | -51  | 2   |

#### Groupe C
| Rang | Pays                 | J | V | N | D | Bo | Bd | Pm  | Pe  | Diff | Pts |
| ---- | -------------------- | - | - | - | - | -- | -- | --- | --- | ---- | --- |
| 1    | Nouvelle-Zélande -20 | 3 | 3 | 0 | 0 | 2  | 0  | 121 | 46  | +75  | 14  |
| 2    | Italie -20           | 3 | 1 | 1 | 1 | 0  | 0  | 42  | 49  | -7   | 6   |
| 3    | Irlande -20          | 3 | 1 | 0 | 2 | 1  | 1  | 73  | 115 | -42  | 6   |
| 4    | Géorgie -20          | 3 | 0 | 1 | 2 | 1  | 1  | 66  | 92  | -26  | 4   |

#### Classement de la phase de poule
| Rang | Équipe               | RP  | Pts | Diff |
| ---- | -------------------- | --- | --- | ---- |
| 1    | Afrique du Sud -20   | 1er | 15  | +125 |
| 2    | France -20           | 1er | 15  | +78  |
| 3    | Nouvelle-Zélande -20 | 1er | 14  | +75  |
| 4    | Argentine -20        | 2e  | 11  | -16  |
| 5    | Angleterre -20       | 2e  | 10  | +30  |
| 6    | Italie -20           | 2e  | 6   | -7   |
| 7    | Australie -20        | 3e  | 7   | -49  |
| 8    | Pays de Galles -20   | 3e  | 6   | -11  |
| 9    | Irlande -20          | 3e  | 6   | -42  |
| 10   | Géorgie -20          | 4e  | 4   | -26  |
| 11   | Espagne -20          | 4e  | 2   | -51  |
| 12   | Écosse -20           | 4e  | 1   | -106 |

### Phase finale

#### Classement 9 à 12
|  | Demi-finales                                   | Demi-finales                             | Demi-finales                             | Demi-finales                             |                               |             | Finale                                         | Finale                                         | Finale                                         | Finale                                         |
|  |                                                |                                          |                                          |                                          |                               |             |                                                |                                                |                                                |                                                |
|  | 14 juillet 2025, Payanini Center, Vérone       | 14 juillet 2025, Payanini Center, Vérone | 14 juillet 2025, Payanini Center, Vérone | 14 juillet 2025, Payanini Center, Vérone |                               |             | 19 juillet 2025, Stadio San Michele, Calvisano | 19 juillet 2025, Stadio San Michele, Calvisano | 19 juillet 2025, Stadio San Michele, Calvisano | 19 juillet 2025, Stadio San Michele, Calvisano |
|  | Géorgie -20                                    | Géorgie -20                              | 43                                       | 43                                       |                               |             | 19 juillet 2025, Stadio San Michele, Calvisano | 19 juillet 2025, Stadio San Michele, Calvisano | 19 juillet 2025, Stadio San Michele, Calvisano | 19 juillet 2025, Stadio San Michele, Calvisano |
|  | Géorgie -20                                    | Géorgie -20                              | 43                                       | 43                                       |                               |             | 19 juillet 2025, Stadio San Michele, Calvisano | 19 juillet 2025, Stadio San Michele, Calvisano | 19 juillet 2025, Stadio San Michele, Calvisano | 19 juillet 2025, Stadio San Michele, Calvisano |
|  | Espagne -20                                    | Espagne -20                              | 12                                       | 12                                       |                               |             | 19 juillet 2025, Stadio San Michele, Calvisano | 19 juillet 2025, Stadio San Michele, Calvisano | 19 juillet 2025, Stadio San Michele, Calvisano | 19 juillet 2025, Stadio San Michele, Calvisano |
|  | Espagne -20                                    | Espagne -20                              | 12                                       | 12                                       | Géorgie -20                   | Géorgie -20 | 22                                             | 22                                             |                                                |                                                |
|  | 14 juillet 2025, Payanini Center, Vérone       |                                          |                                          |                                          | Géorgie -20                   | Géorgie -20 | 22                                             | 22                                             |                                                |                                                |
|  |                                                |                                          | Écosse -20                               | Écosse -20                               | 7                             | 7           |                                                |                                                |                                                |                                                |
|  | Irlande -20                                    | Irlande -20                              | Écosse -20                               | Écosse -20                               | 7                             | 7           | 21                                             | 21                                             |                                                |                                                |
|  | Irlande -20                                    | Irlande -20                              |                                          |                                          |                               |             |                                                | 21                                             |                                                |                                                |
|  | Écosse -20                                     | Écosse -20                               | 22                                       | 22                                       |                               |             |                                                |                                                |                                                |                                                |
|  | Écosse -20                                     | Écosse -20                               | 22                                       | 22                                       | Match pour la troisième place |             |                                                |                                                |                                                |                                                |
|  |                                                |                                          |                                          |                                          |                               |             |                                                |                                                |                                                |                                                |
|  | 19 juillet 2025, Stadio San Michele, Calvisano |                                          |                                          |                                          |                               |             |                                                |                                                |                                                |                                                |
|  | Espagne -20                                    | Espagne -20                              | 37                                       | 37                                       |                               |             |                                                |                                                |                                                |                                                |
|  | Espagne -20                                    | Espagne -20                              | 37                                       | 37                                       |                               |             |                                                |                                                |                                                |                                                |
|  | Irlande -20                                    | Irlande -20                              | 38                                       | 38                                       |                               |             |                                                |                                                |                                                |                                                |
|  | Irlande -20                                    | Irlande -20                              | 38                                       | 38                                       |                               |             |                                                |                                                |                                                |                                                |

##### Demi-finales de classement
| 14 juillet 2025 15 h 30 | Géorgie -20 | 43 - 12 (24 - 7) | Espagne -20 | Payanini Center, Vérone Arbitre : Morgan White |
| 14 juillet 2025 15 h 30 | Essai(s) : 7 Shioshvili (9e, 23e, 74e), Meskhidze (17e), Ardzenadze (28e), Kheladze (43e), Kevkhishvili (57e) Transformation(s) : 4 Takaishvili (24e, 29e), Jashi (44e, 74e) | Rapport          | Essai(s) : 2 Zuriarrain (39e), Serrano (49e) Transformation(s) : 1 Otamendi (40e) Carton(s) jaune(s) : 1 Chico (17e) | Payanini Center, Vérone Arbitre : Morgan White |
| 14 juillet 2025 15 h 30 | | Rapport          | | Payanini Center, Vérone Arbitre : Morgan White |

| 14 juillet 2025 18 h | Irlande -20                                                                                            | 21 - 22 (7 - 17) | Écosse -20 | Payanini Center, Vérone Arbitre : Filippo Russo |
| 14 juillet 2025 18 h | Essai(s) : 3 Walker (25e), McLaughlin (64e), Farrell (69e) Transformation(s) : 3 Green (25e, 64e, 70e) | Rapport          | Essai(s) : 4 Moncrieff (6e), Stephen (en) (11e), Duncan (28e), Shearer (80e) Transformation(s) : 1 Urwin (29e) Carton(s) jaune(s) : 1 Duncan (36e) | Payanini Center, Vérone Arbitre : Filippo Russo |
| 14 juillet 2025 18 h | | Rapport          | | Payanini Center, Vérone Arbitre : Filippo Russo |

##### Match pour la11eplace
| 19 juillet 2025 15 h 30 | Espagne -20 | 37 - 38 (15 - 26) | Irlande -20 | Stadio San Michele, Calvisano Arbitre : Tomás Bertazza |
| 19 juillet 2025 15 h 30 | Essai(s) : 5 Massoni (14e), Gómez (39e), Carreras (46e), Ofojetu (59e), Richardis (62e) Transformation(s) : 3 Infer (40e, 46e), Otamendi (62e) Pénalité(s) : 2 Infer (11e, 43e) Carton(s) rouge(s) : 1 Chico (66e) | Rapport           | Essai(s) : 6 Scott (3e, 34e), Molony (8e), Green (21e), Walker (48e, 79e) Transformation(s) : 4 Wood (4e, 9e, 35e, 49e) Carton(s) jaune(s) : 2 McGuire (29e), Walker (58e) | Stadio San Michele, Calvisano Arbitre : Tomás Bertazza |
| 19 juillet 2025 15 h 30 | | Rapport           | | Stadio San Michele, Calvisano Arbitre : Tomás Bertazza |

##### Match pour la9eplace
| 19 juillet 2025 20 h 30 | Géorgie -20                                                                                               | 22 - 7 (17 - 7) | Écosse -20 | Stadio San Michele, Calvisano Arbitre : Griffin Colby |
| 19 juillet 2025 20 h 30 | Essai(s) : 4 Kheladze (15e), Shioshvili (22e, 59e), Gurtskaia (30e) Transformation(s) : 1 Bolkvadze (23e) | Rapport         | Essai(s) : 1 Logan (en) (33e) Transformation(s) : 1 Urwin (34e) Carton(s) jaune(s) : 2 Douglas (20e), Yule (21e) | Stadio San Michele, Calvisano Arbitre : Griffin Colby |
| 19 juillet 2025 20 h 30 | | Rapport         | | Stadio San Michele, Calvisano Arbitre : Griffin Colby |

#### Classement 5 à 8
|  | Demi-finales                                     | Demi-finales                                     | Demi-finales                                     | Demi-finales                                     |                               |                | Finale                                           | Finale                                           | Finale                                           | Finale                                           |
|  |                                                  |                                                  |                                                  |                                                  |                               |                |                                                  |                                                  |                                                  |                                                  |
|  | 14 juillet 2025, Stade Luigi-Zaffanella, Viadana | 14 juillet 2025, Stade Luigi-Zaffanella, Viadana | 14 juillet 2025, Stade Luigi-Zaffanella, Viadana | 14 juillet 2025, Stade Luigi-Zaffanella, Viadana |                               |                | 19 juillet 2025, Stadio Mario Battaglini, Rovigo | 19 juillet 2025, Stadio Mario Battaglini, Rovigo | 19 juillet 2025, Stadio Mario Battaglini, Rovigo | 19 juillet 2025, Stadio Mario Battaglini, Rovigo |
|  | Angleterre -20                                   | Angleterre -20                                   | 51                                               | 51                                               |                               |                | 19 juillet 2025, Stadio Mario Battaglini, Rovigo | 19 juillet 2025, Stadio Mario Battaglini, Rovigo | 19 juillet 2025, Stadio Mario Battaglini, Rovigo | 19 juillet 2025, Stadio Mario Battaglini, Rovigo |
|  | Angleterre -20                                   | Angleterre -20                                   | 51                                               | 51                                               |                               |                | 19 juillet 2025, Stadio Mario Battaglini, Rovigo | 19 juillet 2025, Stadio Mario Battaglini, Rovigo | 19 juillet 2025, Stadio Mario Battaglini, Rovigo | 19 juillet 2025, Stadio Mario Battaglini, Rovigo |
|  | Pays de Galles -20                               | Pays de Galles -20                               | 13                                               | 13                                               |                               |                | 19 juillet 2025, Stadio Mario Battaglini, Rovigo | 19 juillet 2025, Stadio Mario Battaglini, Rovigo | 19 juillet 2025, Stadio Mario Battaglini, Rovigo | 19 juillet 2025, Stadio Mario Battaglini, Rovigo |
|  | Pays de Galles -20                               | Pays de Galles -20                               | 13                                               | 13                                               | Angleterre -20                | Angleterre -20 | 40                                               | 40                                               |                                                  |                                                  |
|  | 14 juillet 2025, Payanini Center, Vérone         |                                                  |                                                  |                                                  | Angleterre -20                | Angleterre -20 | 40                                               | 40                                               |                                                  |                                                  |
|  |                                                  |                                                  | Australie -20                                    | Australie -20                                    | 68                            | 68             |                                                  |                                                  |                                                  |                                                  |
|  | Italie -20                                       | Italie -20                                       | Australie -20                                    | Australie -20                                    | 68                            | 68             | 21                                               | 21                                               |                                                  |                                                  |
|  | Italie -20                                       | Italie -20                                       |                                                  |                                                  |                               |                |                                                  | 21                                               |                                                  |                                                  |
|  | Australie -20                                    | Australie -20                                    | 44                                               | 44                                               |                               |                |                                                  |                                                  |                                                  |                                                  |
|  | Australie -20                                    | Australie -20                                    | 44                                               | 44                                               | Match pour la troisième place |                |                                                  |                                                  |                                                  |                                                  |
|  |                                                  |                                                  |                                                  |                                                  |                               |                |                                                  |                                                  |                                                  |                                                  |
|  | 19 juillet 2025, Stadio Mario Battaglini, Rovigo |                                                  |                                                  |                                                  |                               |                |                                                  |                                                  |                                                  |                                                  |
|  | Pays de Galles -20                               | Pays de Galles -20                               | 23                                               | 23                                               |                               |                |                                                  |                                                  |                                                  |                                                  |
|  | Pays de Galles -20                               | Pays de Galles -20                               | 23                                               | 23                                               |                               |                |                                                  |                                                  |                                                  |                                                  |
|  | Italie -20                                       | Italie -20                                       | 31                                               | 31                                               |                               |                |                                                  |                                                  |                                                  |                                                  |
|  | Italie -20                                       | Italie -20                                       | 31                                               | 31                                               |                               |                |                                                  |                                                  |                                                  |                                                  |

##### Demi-finales de classement
| 14 juillet 2025 15 h 30 | Angleterre -20 | 51 - 13 (17 - 13) | Pays de Galles -20 | Stade Luigi-Zaffanella, Viadana Arbitre : Peter Martin |
| 14 juillet 2025 15 h 30 | Essai(s) : 7 de pénalité (29e), Ridl (33e), McParland (en) (40e+1, 63e), Bellamy (55e), Bracken (en) (60e), Lilley (77e) Transformation(s) : 5 de pénalité (29e), Coen (en) (56e, 61e, 65e, 77e) Pénalité(s) : 2 Coen (70e, 74e) Carton(s) rouge(s) : 1 Streeter (21e) | Rapport           | Essai(s) : 1 Davies (31e) Transformation(s) : 1 Wilde (32e) Pénalité(s) : 2 Wilde (8e, 10e) Carton(s) jaune(s) : 2 N. Thomas (29e), Jones (69e) | Stade Luigi-Zaffanella, Viadana Arbitre : Peter Martin |
| 14 juillet 2025 15 h 30 | | Rapport           | | Stade Luigi-Zaffanella, Viadana Arbitre : Peter Martin |

| 14 juillet 2025 20 h 30 | Italie -20 | 21 - 44 (7 - 24) | Australie -20 | Payanini Center, Vérone Arbitre : Tomás Bertazza |
| 14 juillet 2025 20 h 30 | Essai(s) : 3 Caiolo-Serra (16e), Mistrulli (47e), Todaro (55e) Transformation(s) : 3 Braga (17e, 48e, 56e) Carton(s) jaune(s) : 3 Bellotto (37e), Vallesi (42e), Casarin (69e) | Rapport          | Essai(s) : 6 Ekanayake (en) (4e), Wilcox (6e), Enasio (20e), Doyle (39e), Fowler (62e), Langi (69e) Transformation(s) : 4 Fowler (5e, 21e, 63e, 70e) Pénalité(s) : 2 Fowler (43e, 59e) Carton(s) jaune(s) : 1 Wilcox (47e) | Payanini Center, Vérone Arbitre : Tomás Bertazza |
| 14 juillet 2025 20 h 30 | | Rapport          | | Payanini Center, Vérone Arbitre : Tomás Bertazza |

##### Match pour la7eplace
| 19 juillet 2025 15 h 30 | Pays de Galles -20 | 23 - 31 (13 - 15) | Italie -20 | Stadio Mario Battaglini, Rovigo Arbitre : Marcus Playle (en) |
| 19 juillet 2025 15 h 30 | Essai(s) : 2 Davies (25e), Boshoff (80e) Transformation(s) : 2 Ford (26e, 80e+1) Pénalité(s) : 3 Ford (10e, 40e+2, 51e) Carton(s) jaune(s) : 3 Minto (29e), Gemine (48e), H. Thomas (72e) Carton(s) rouge(s) : 1 Minto (76e) | Rapport           | Essai(s) : 3 Casartelli (29e, 48e), Zanandrea (en) (36e) Transformation(s) : 2 Braga (30e, 49e) Pénalité(s) : 4 Braga (17e, 56e, 69e, 77e) Carton(s) jaune(s) : 3 Pelliccioli (9e), Bolognini (77e), Milano (79e) | Stadio Mario Battaglini, Rovigo Arbitre : Marcus Playle (en) |
| 19 juillet 2025 15 h 30 | | Rapport           | | Stadio Mario Battaglini, Rovigo Arbitre : Marcus Playle (en) |

##### Match pour la5eplace
| 19 juillet 2025 18 h | Angleterre -20 | 40 - 68 (21 - 35) | Australie -20 | Stadio Mario Battaglini, Rovigo Arbitre : Morgan White |
| 19 juillet 2025 18 h | Essai(s) : 6 Tuipulotu (en) (17e), Ridl (21e), Williams (36e), Sela (en) (52e), Knight (61e), Hammick (75e) Transformation(s) : 5 Coen (en) (18e, 22e, 37e, 53e, 62e) | Rapport           | Essai(s) : 10 Langi (4e), Ekanayake (en) (8e, 73e), Harvey (13e, 23e), Fowler (30e), Watters (49e), Enasio (57e, 77e), Martens (60e) Transformation(s) : 9 Fowler (5e, 9e, 13e, 24e, 31e, 58e, 60e), Harvey (74e, 78e) Carton(s) jaune(s) : 1 Enasio (36e) | Stadio Mario Battaglini, Rovigo Arbitre : Morgan White |
| 19 juillet 2025 18 h | | Rapport           | | Stadio Mario Battaglini, Rovigo Arbitre : Morgan White |

#### Classement 1 à 4
|  | Demi-finales                                     | Demi-finales                                     | Demi-finales                                     | Demi-finales                                     |                               |                      | Finale                                         | Finale                                         | Finale                                         | Finale                                         |
|  |                                                  |                                                  |                                                  |                                                  |                               |                      |                                                |                                                |                                                |                                                |
|  | 14 juillet 2025, Stade Luigi-Zaffanella, Viadana | 14 juillet 2025, Stade Luigi-Zaffanella, Viadana | 14 juillet 2025, Stade Luigi-Zaffanella, Viadana | 14 juillet 2025, Stade Luigi-Zaffanella, Viadana |                               |                      | 19 juillet 2025, Stadio San Michele, Calvisano | 19 juillet 2025, Stadio San Michele, Calvisano | 19 juillet 2025, Stadio San Michele, Calvisano | 19 juillet 2025, Stadio San Michele, Calvisano |
|  | France -20                                       | France -20                                       | 26                                               | 26                                               |                               |                      | 19 juillet 2025, Stadio San Michele, Calvisano | 19 juillet 2025, Stadio San Michele, Calvisano | 19 juillet 2025, Stadio San Michele, Calvisano | 19 juillet 2025, Stadio San Michele, Calvisano |
|  | France -20                                       | France -20                                       | 26                                               | 26                                               |                               |                      | 19 juillet 2025, Stadio San Michele, Calvisano | 19 juillet 2025, Stadio San Michele, Calvisano | 19 juillet 2025, Stadio San Michele, Calvisano | 19 juillet 2025, Stadio San Michele, Calvisano |
|  | Nouvelle-Zélande -20                             | Nouvelle-Zélande -20                             | 34                                               | 34                                               |                               |                      | 19 juillet 2025, Stadio San Michele, Calvisano | 19 juillet 2025, Stadio San Michele, Calvisano | 19 juillet 2025, Stadio San Michele, Calvisano | 19 juillet 2025, Stadio San Michele, Calvisano |
|  | Nouvelle-Zélande -20                             | Nouvelle-Zélande -20                             | 34                                               | 34                                               | Nouvelle-Zélande -20          | Nouvelle-Zélande -20 | 15                                             | 15                                             |                                                |                                                |
|  | 14 juillet 2025, Stade Luigi-Zaffanella, Viadana |                                                  |                                                  |                                                  | Nouvelle-Zélande -20          | Nouvelle-Zélande -20 | 15                                             | 15                                             |                                                |                                                |
|  |                                                  |                                                  | Afrique du Sud -20                               | Afrique du Sud -20                               | 23                            | 23                   |                                                |                                                |                                                |                                                |
|  | Afrique du Sud -20                               | Afrique du Sud -20                               | Afrique du Sud -20                               | Afrique du Sud -20                               | 23                            | 23                   | 48                                             | 48                                             |                                                |                                                |
|  | Afrique du Sud -20                               | Afrique du Sud -20                               |                                                  |                                                  |                               |                      |                                                | 48                                             |                                                |                                                |
|  | Argentine -20                                    | Argentine -20                                    | 24                                               | 24                                               |                               |                      |                                                |                                                |                                                |                                                |
|  | Argentine -20                                    | Argentine -20                                    | 24                                               | 24                                               | Match pour la troisième place |                      |                                                |                                                |                                                |                                                |
|  |                                                  |                                                  |                                                  |                                                  |                               |                      |                                                |                                                |                                                |                                                |
|  | 19 juillet 2025, Stadio Mario Battaglini, Rovigo |                                                  |                                                  |                                                  |                               |                      |                                                |                                                |                                                |                                                |
|  | France -20                                       | France -20                                       | 35                                               | 35                                               |                               |                      |                                                |                                                |                                                |                                                |
|  | France -20                                       | France -20                                       | 35                                               | 35                                               |                               |                      |                                                |                                                |                                                |                                                |
|  | Argentine -20                                    | Argentine -20                                    | 38                                               | 38                                               |                               |                      |                                                |                                                |                                                |                                                |
|  | Argentine -20                                    | Argentine -20                                    | 38                                               | 38                                               |                               |                      |                                                |                                                |                                                |                                                |

##### Demi-finales
| 14 juillet 2025 18 h | France -20 | 26 - 34 (19 - 24) | Nouvelle-Zélande -20 | Stade Luigi-Zaffanella, Viadana Arbitre : Katsuki Furuse |
| 14 juillet 2025 18 h | Essai(s) : 4 Gourgues (13e), Britz (16e), Brau-Boirie (40e+2), Echegaray (63e) Transformation(s) : 3 Keletaona (14e, 40e+3), Jurd (64e) | Rapport           | Essai(s) : 4 Solomon (2e), Bason (9e), Wiseman (34e), Vakasiuola (68e) Transformation(s) : 4 Simpson (3e, 10e, 36e, 69e) Pénalité(s) : 2 Simpson (17e, 49e) Carton(s) jaune(s) : 2 Wiseman (56e), Vaenuku (63e) | Stade Luigi-Zaffanella, Viadana Arbitre : Katsuki Furuse |
| 14 juillet 2025 18 h | | Rapport           | | Stade Luigi-Zaffanella, Viadana Arbitre : Katsuki Furuse |

| 14 juillet 2025 20 h 30 | Afrique du Sud -20 | 48 - 24 (28 - 10) | Argentine -20 | Stade Luigi-Zaffanella, Viadana Arbitre : Jérémy Rozier |
| 14 juillet 2025 20 h 30 | Essai(s) : 6 Bester (9e, 60e), Pead (11e), Williams (17e), Theron (23e), Jooste (80e) Transformation(s) : 6 Moyo (10e, 11e, 18e, 24e, 61e), Malgas (80e+1) Pénalité(s) : 2 Moyo (55e, 58e) Carton(s) jaune(s) : 2 Ngobese (38e), Reid (67e) | Rapport           | Essai(s) : 3 García Campos (39e), Silva (51e), Fernández Miranda (72e) Transformation(s) : 3 Benedit (40e, 52e), Senillosa (73e) Pénalité(s) : 1 Benedit (14e) | Stade Luigi-Zaffanella, Viadana Arbitre : Jérémy Rozier |
| 14 juillet 2025 20 h 30 | | Rapport           | | Stade Luigi-Zaffanella, Viadana Arbitre : Jérémy Rozier |

##### Match pour la3eplace
| 19 juillet 2025 18 h | France -20 | 35 - 38 (14 - 5) | Argentine -20 | Stadio San Michele, Calvisano Arbitre : Lex Weiner |
| 19 juillet 2025 18 h | Essai(s) : 5 Echegaray (23e), Bissu (40e+2), Deliance (41e), Levêque (67e), Baret (80e+3) Transformation(s) : 5 Jurd (24e, 40e+2, 42e), Keletaona (68e, 80e+3) Carton(s) jaune(s) : 1 Garault (72e) | Rapport          | Essai(s) : 6 Correa (5e), Cambiasso (47e, 55e), García Iandolino (61e), Senillosa (65e), Otaño (72e) Transformation(s) : 4 Senillosa (55e, 62e, 66e, 74e) Carton(s) jaune(s) : 1 Vieyra (80e+1) | Stadio San Michele, Calvisano Arbitre : Lex Weiner |
| 19 juillet 2025 18 h | | Rapport          | | Stadio San Michele, Calvisano Arbitre : Lex Weiner |

##### Finale
| 19 juillet 2025 20 h 30 | Nouvelle-Zélande -20 | 15 - 23 (5 - 13) | Afrique du Sud -20 | Stadio Mario Battaglini, Rovigo Arbitre : Ben Breakspear |
| 19 juillet 2025 20 h 30 | Essai(s) : 2 Sa (16e), Kunawave (79e) Transformation(s) : 1 Cole (79e) Pénalité(s) : 1 Simpson (46e) Carton(s) jaune(s) : 1 Treacy (71e) Carton(s) rouge(s) : 1 Sika Pole (23e) | Rapport          | Essai(s) : 2 Nyali (3e), Mentoe (77e) Transformation(s) : 2 Moyo (4e, 78e) Pénalité(s) : 3 Moyo (22e, 36e, 57e) Carton(s) jaune(s) : 1 Bester (32e) | Stadio Mario Battaglini, Rovigo Arbitre : Ben Breakspear |
| 19 juillet 2025 20 h 30 | | Rapport          | | Stadio Mario Battaglini, Rovigo Arbitre : Ben Breakspear |

#### Classement final
| Classement final | Équipe               | MJ | V | N | D |
| ---------------- | -------------------- | -- | - | - | - |
| 1                | Afrique du Sud -20   | 5  | 5 | 0 | 0 |
| 2                | Nouvelle-Zélande -20 | 5  | 4 | 0 | 1 |
| 3                | Argentine -20        | 5  | 3 | 0 | 2 |
| 4                | France -20           | 5  | 3 | 0 | 2 |
| 5                | Australie -20        | 5  | 3 | 0 | 2 |
| 6                | Angleterre -20       | 5  | 3 | 0 | 2 |
| 7                | Italie -20           | 5  | 2 | 1 | 2 |
| 8                | Pays de Galles -20   | 5  | 2 | 0 | 3 |
| 9                | Géorgie -20          | 5  | 2 | 1 | 2 |
| 10               | Écosse -20           | 5  | 1 | 0 | 4 |
| 11               | Irlande -20          | 5  | 2 | 0 | 3 |
| 12               | Espagne -20          | 5  | 0 | 0 | 5 |

## Statistiques individuelles

### Meilleurs réalisateurs
| Rang | Joueur              | Équipe               | Poste                  | Points | Essais | Transf. | Pén. | Drops |
| ---- | ------------------- | -------------------- | ---------------------- | ------ | ------ | ------- | ---- | ----- |
| 1er  | Vusi Moyo           | Afrique du Sud -20   | Demi d'ouverture       | 63     | 0      | 21      | 7    | 0     |
| 2e   | Ben Coen (en)       | Angleterre -20       | Demi d'ouverture       | 50     | 0      | 19      | 4    | 0     |
| 3e   | Joey Fowler         | Australie -20        | Demi d'ouverture       | 43     | 2      | 15      | 1    | 0     |
| 4e   | Mikheili Shioshvili | Géorgie -20          | Troisième ligne centre | 35     | 7      | 0       | 0    | 0     |
| 5e   | Luka Keletaona      | France -20           | Demi d'ouverture       | 30     | 0      | 15      | 0    | 0     |
| 5e   | Haashim Pead        | Afrique du Sud -20   | Demi de mêlée          | 30     | 6      | 0       | 0    | 0     |
| 7e   | Tom Wood            | Irlande -20          | Demi d'ouverture       | 29     | 0      | 7       | 5    | 0     |
| 8e   | Nicolás Infer       | Espagne -20          | Demi de mêlée          | 28     | 0      | 5       | 6    | 0     |
| 9e   | Pascal Senillosa    | Argentine -20        | Arrière                | 27     | 1      | 11      | 0    | 0     |
| 9e   | Rico Simpson        | Nouvelle-Zélande -20 | Demi d'ouverture       | 27     | 0      | 9       | 3    | 0     |

### Meilleurs marqueurs
| Rang | Joueur              | Équipe               | Poste                  | Essais |
| ---- | ------------------- | -------------------- | ---------------------- | ------ |
| 1er  | Mikheili Shioshvili | Géorgie -20          | Troisième ligne centre | 7      |
| 2e   | Haashim Pead        | Afrique du Sud -20   | Demi de mêlée          | 6      |
| 3e   | Jack Bracken (en)   | Angleterre -20       | Ailier                 | 5      |
| 4e   | Mathis Baret        | France -20           | Troisième ligne centre | 4      |
| 4e   | Nelson Casartelli   | Italie -20           | Troisième ligne centre | 4      |
| 4e   | Shota Kheladze      | Géorgie -20          | Talonneur              | 4      |
| 4e   | Maloni Kunawave     | Nouvelle-Zélande -20 | Ailier                 | 4      |
| 4e   | James Martens       | Australie -20        | Demi de mêlée          | 4      |
| 4e   | Gilermo Mentoe      | Afrique du Sud -20   | Arrière                | 4      |
| 4e   | Jerónimo Otaño      | Argentine -20        | Talonneur              | 4      |
| 4e   | Kepu Tuipulotu (en) | Angleterre -20       | Talonneur              | 4      |
| 4e   | Henry Walker        | Irlande -20          | Talonneur              | 4      |
| 4e   | Jaco Williams       | Afrique du Sud -20   | Ailier                 | 4      |